# شناسه تماس
شناسه تماس یا علامت تماس (به انگلیسی: call sign)، که همچنین به عنوان نام تماس یا حروف تماس نیز شناخته می‌شود - و از نظر تاریخی به عنوان سیگنال تماس - یا به اختصار به عنوان تماس نامیده می‌شود) در پخش همگانی و ارتباطات رادیویی یک نام منحصر به فرد برای یک ایستگاه فرستنده است. یک شناسه تماس می‌تواند رسماً توسط یک سازمان دولتی به کار گرفته شود یا به‌طور غیررسمی توسط افراد یا سازمان‌ها پذیرفته شود، یا حتی به صورت رمزگذاری برای پنهان کردن هویت یک ایستگاه استفاده شود.
استفاده از شناسه تماس به عنوان شناسه‌های منحصر به فرد در سیستم تلگراف راه‌آهن ثابت، قدمت دارد. از آنجایی که فقط یک خط تلگراف وجود داشت که همه ایستگاه‌های راه‌آهن را به هم متصل می‌کرد، باید راهی برای آدرس‌دهی هر یک از آن‌ها در هنگام ارسال تلگرام وجود داشت. به منظور صرفه‌جویی در زمان، شناسه‌های دو حرفی برای این منظور اتخاذ شد. این الگو در عملیات تلگراف بی‌سیم ادامه یافت. شرکت‌های رادیویی در ابتدا شناسه‌های دو حرفی را به ایستگاه‌های ساحلی و ایستگاه‌های کشتی‌ها در دریا اختصاص دادند. این‌ها در سطح جهانی منحصر به فرد نبودند، بنابراین یک شناسه شرکت تک‌حرفی بعداً اضافه شد. در سال ۱۹۱۲، نیاز به شناسایی سریع ایستگاه‌هایی که توسط شرکت‌های متعدد در چندین کشور اداره می‌شوند، نیازمند استانداردسازی بین‌المللی بود. امروزه از یک پیشوند آی‌تی‌یو در شناسه تماس برای شناسایی کشور و از بقیه حروف برای شناسایی ایستگاهی خاص در آن کشور استفاده می‌شود.

## بیشتر خواندن
- اداره هوانوردی فدرال ایالات متحده، کتابچه راهنمای اطلاعات هوانوردی، راهنمای رسمی اطلاعات اولیه پرواز و رویه‌های ای‌تی‌سی، 2004. فصل ۴، بخش ۲